# Proféminisme
Le proféminisme désigne un ensemble de courants théoriques et politiques appuyant le féminisme, généralement associé aux « hommes proféministes ». Il regroupe les individus qui soutiennent les critiques féministes des inégalités de genre ou militent au sein d'organisations féministes, sans nécessairement revendiquer l'appartenance directe aux mouvements féministes. Les hommes proféministes s'impliquent dans différentes luttes faisant la promotion de l'égalité des sexes ou visant l'abolition des discriminations visant les femmes. On retrouve par exemple des hommes engagés dans les luttes pour l'obtention du droit de vote des femmes, pour la dépénalisation de l'avortement ou pour la prévention de la violence domestique.

## Définition
Le proféminisme est un terme utilisé pour désigner les hommes qui soutiennent les revendications des mouvements féministes. Ils partagent avec ceux-ci une critique du sexisme et des inégalités de genre, tant dans la sphère privée qu'économique, culturelle, politique ou sociale. Concrètement, ce support s'est manifesté à travers l'engagement militant sur différents enjeux à travers l'histoire des luttes féministes, par exemple: le suffrage féminin, les violences contre les femmes ou le droit à l'avortement. 

### Débats sur l'appellation
Il existe plusieurs appellations désignant les hommes soutenant les revendications féministes. En plus de ceux s'identifiant comme « féministes » ou « proféministes », des hommes préfèrent l'étiquette de militants « anti-patriarcaux », « anti-sexistes » ou « égalitaires ». Ces appellations sont débattues au sein du mouvement: par exemple, plusieurs théoriciennes et militantes féministes ont critiqué des hommes pour avoir revendiqué leur appartenance au féminisme. C'est le cas notamment d'auteures féministes radicales, comme la sociologue et militante féministe matérialiste Christine Delphy. Elle exprime sa méfiance à l'endroit des alliés masculins revendiqués du féminisme, qui risquent selon elle de « poser leur conception de la libération des femmes, qui inclut la participation des hommes, et réciproquement [...] imposer cette participation pour contrôler le mouvement et le sens, la direction, de la libération des femmes ». D'autres perçoivent au contraire positivement l'appropriation de l'étiquette féministe par les hommes : c'est le cas des mouvements féministes en France jusqu'à l'émergence du Mouvement de libération des femmes (MLF) au tournant des années 1970, ou d'organisations mixtes contemporaines comme le collectif Mix-Cité ou Ni putes ni soumises (NPNS).
Cette question divise également les auteurs masculins. Plusieurs d'entre eux, surtout anglo-saxons, expriment une certaine ambivalence quant à la dépendance et la distance vis-à-vis du féminisme que suppose le terme « proféministe ». D'autres auteurs rejettent au contraire l'appellation « d'homme féministe », car ils considèrent que l'expérience directe du sexisme et des inégalités de genre des femmes est nécessaire pour se réclamer du féminisme,.

## Histoire de l'engagement proféministe en Occident

### Avant 1960: l'émergence du proféminisme
Dès le XVIIe siècle, des hommes comme l'écrivain François Poullain de La Barre ou le Marquis de Condorcet en France prennent position en faveur de l'éducation des femmes ou de leur accès au droit de vote. Leur contribution reste cependant minoritaire comparée à celle des premières auteures féministes européennes comme Mary Wollstonecraft ou Olympe de Gouges, à une époque où les discours antiféministes masculins sont la norme plus que l'exception.
La participation d'hommes aux mouvements féministes devient plus notable avec l'émergence du féminisme de la première vague au milieu du XIXème siècle, notamment au sein des premières organisations en faveur du droit de vote des femmes. En France, Léon Richer est considéré par Hubertine Auclert comme « le père du féminisme français ». Il crée en 1869 l'un des premiers journaux entièrement consacré à l'émancipation des femmes, Le droit des femmes. Il fonde également en 1870 l'Association pour le droit des femmes (ADF), puis la Ligue française pour le droit des femmes (LFDF) en 1882. Aux États-Unis, trente-deux hommes signent conjointement avec soixante-huit femmes la "Déclaration de sentiments" au terme de la première convention sur les droits des femmes tenue à Seneca Falls en juillet 1848. Les signataires, parmi lesquels se trouve le militant abolitionniste Fredrick Douglass, y affirment la nécessité de reconnaître des droits civils et politiques égaux aux deux sexes. 
Des auteurs masculins ont également publié des ouvrages revendiquant l'égalité des sexes. John Stuart Mill publie en 1869 un essai intitulé De l'assujettissement des femmes, rédigé conjointement avec son épouse Harriet Taylor Mill. Friedrich Engels exprime également son soutien à la cause des femmes dans L'Origine de la famille, de la propriété privée et de l'État, publié en 1884.
Les premiers hommes proféministes restent néanmoins minoritaires au sein des organisations féministes. Dans le cas français, le sociologue Alban Jacquemart estime que les hommes représentent entre le quart et le tiers des effectifs des associations mixtes entre 1870 et 1905. Avec l’élargissement du mouvement, principalement auprès des femmes, cette proportion chute entre 10 et 15% en moyenne pour la période 1905-1940.

### De 1960 à 1980: les organisations masculines
Le mouvement féministe se renouvelle en Occident à partir des années 1960, dans ce qui sera appelé la deuxième vague féministe par les historiens du mouvement. Ce renouveau est marqué par une mobilisation accrue autour des enjeux relatifs à la sexualité, à la famille et aux violences vécues par les femmes dans la sphère privée. Durant cette période, le mouvement s'élargit et se féminise: par ailleurs, la participation des hommes au sein des organisations féministes est de plus en plus contestée. Ainsi, plusieurs organisations de la deuxième vague comptent peu ou pas d'hommes, dont certaines qui revendiquent la non-mixité, comme le Mouvement de libération des Femmes.
Cette autonomisation du mouvement des femmes est accompagnée par l'émergence d'organisations proféministes majoritairement masculines. Aux États-Unis, la première grande coalition de ce genre est la Men's Alliance for Liberation and Equality (MALE), fondée en 1977.Elle est cependant dissoute en 1979, divisée par des conflits idéologiques, ce qui mène à la fondation de la National Organization for Men Against Sexism (NOMAS) à la fin des années 1970. Cette dernière se constitue explicitement autour d'une idéologie « fortement proféministe et favorable aux droits des gays, tout en insistant sur le poids des restrictions liées au rôle sexuel traditionnel masculin  ». D'autres réseaux d'hommes proféministes se forment autour de revues militantes et de bulletins d'information, comme l'infolettre américaine Brother, active de 1971 à 1976, la revue britannique Achille's Heel, publiée à partir de 1978, ou la revue Types. Paroles d'hommes, publiée de 1981 à 1984. Les tirages de celles-ci demeure néanmoins modestes, ne dépassant pas quelques milliers d'exemplaires,.
Les décennies 1960-1970 voient aussi émerger plusieurs groupes et associations d'hommes mobilisés localement. Aux États-Unis, de nombreuses initiatives proféministes voient le jour pour lutter contre les violences envers les femmes. Leurs membres assument un rôle d'auxiliaires du mouvement féministe, que ce soit en intervenant auprès des hommes, très majoritairement responsables des violences sexuelles et domestiques, ou en participant aux mobilisations anti-pornographie. D'autres collectifs proféministes se constituent en calquant le modèle des groupes de parole non-mixtes féministes. S'inspirant du slogan féministe « le privé est politique », ces groupes se rencontrent entre hommes pour discuter des rôles masculins et les déconstruire: c'est le cas du groupe Pas rôle d'hommes en France.

### De 1980 à aujourd'hui: la reconfiguration du proféminisme
Les décennies 1980 et 1990 assistent à une transformation profonde du militantisme proféministe qui, à l'instar des organisations féministes, tend à se professionnaliser,. Des organisations vont s'institutionnaliser en devenant des organismes sans but lucratif, comme c'est le cas de la National Organization for Men Against Sexism (NOMAS) en 1982. Les campagnes publiques de sensibilisation constituent un autre aspect de cette professionnalisation, par exemple la Campagne du ruban blanc, lancée en 1991.
Cependant, cette période en est également une de crise pour le mouvement féministe et ses alliés. Comme le souligne Susan Faludi dans son essai de 1991 Backlash, la guerre froide contre les femmes, le féminisme fait face depuis les années 1980 à un ressac antiféministe qui s'accompagne de reculs sur les gains historiques du mouvement, comme le droit à l'avortement. Du côté des hommes proféministes, ce ressac se manifeste principalement avec l'émergence de groupes masculinistes, qu'il s'agisse d'organisations religieuses comme les Promise Keepers (en), d'organisations de défense des droits des pères divorcés ou de mouvements de revalorisation de la nature masculine,.
Le proféminisme se renouvelle vers la fin des années 1990, dans la foulée de la troisième vague féministe, à travers l'émergence de nouvelles organisations mixtes. Parmi les organisations incarnant ce renouveau, on peut citer dans le monde francophone les Panthères roses, Ni putes ni soumises, Mix-Cité et Osez le féminisme!

## Divergences idéologiques
Le proféminisme ne forme pas un tout idéologique cohérent, et est traversé de multiples débats et tensions. Le sociologue Michael A. Messner estime que les différents mouvements proféministes divergent selon l'importance qu'ils accordent à trois pôles de revendications: les coûts de la masculinité, les privilèges masculins et les inégalités qui subsistent entre les hommes. Ces divergences sont la source de vifs débats à l'intérieur des mouvements proféministes et des hommes en général, qui persistent encore aujourd'hui.

### Les coûts et les privilèges de la masculinité
À partir des années 1970, des tensions apparaissent au sein du militantisme et des auteurs proféministes autour du projet de transformation de la masculinité. De ces tensions émergent deux tendances principales. D'un côté, les partisans de la libération masculine, font la promotion d’une transformation de la masculinité en vue de l'émancipation des hommes. Ils reconnaissent que le sexisme est un problème pour les femmes, et que le féminisme est un mouvement nécessaire pour le combattre : cependant, ils insistent sur les conséquences négatives du rôle sexuel masculin sur les hommes. Ainsi, le mouvement de libération des hommes s'est surtout concentré sur la manière dont la socialisation masculine entrave le développement émotionnel et relationnel des hommes en encourageant la compétition et la virilité,. Parmi les ouvrages s'inscrivant dans ce courant, on trouve L'homme libéré de Warren Farrell (1974) et Men's Liberation de Jack Nichols (1975). Plus récemment, des auteurs comme le sociologue français Daniel Welzer-Lang ont écrit sur la nécessité de transformer la masculinité pour libérer les hommes.
De l’autre, les proféministes et antisexistes radicaux, idéologiquement proches du féminisme radical, rejettent l'idée que la masculinité constitue un carcan pour les hommes. Ils soutiennent que le sexisme est un système de domination des hommes sur les femmes, le patriarcat. Au sein de ce système, les hommes participent collectivement à la domination et l'exploitation des femmes, ce dont ils tirent bénéfice par un contrôle des sphères politiques, sociales, économiques et culturelles de la société. Finalement, dans ce système, les violences sexuelles et le viol sont vus comme le lieu privilégié de la contrainte sexuelle imposée aux femmes. Aux États-Unis, le titre du livre de John Stoltenberg, Refuser d'être un homme (1989), illustre le rejet de la masculinité exprimé par ce courant proféministe. Cette conception radicale du proféminisme a été également développée dans le monde francophone par des auteurs comme le sociologue français Léo Thiers-Vidal,, Yeun Lagadeuc-Ygouf et le politologue québécois Francis Dupuis-Déri,.

### La diversité des expériences de la masculinité
Certaines organisations et auteurs proféministes ont lié la critique de la masculinité à des oppressions comme le racisme ou l'homophobie. Ainsi, en parallèle des écrits féministes afro-américains, des militants antiracistes masculins tracent des parallèles entre la lutte d'émancipation des femmes et d'émancipation des groupes racisés : dès 1848, le militant abolitionniste Frederick Douglass affirme à ce propos "les droits n'ont pas de sexe, et la vérité n'est d'aucune couleur". Des parallèles semblables sont établis par les mouvements de libération homosexuelle, qui critiquent la norme hétérosexuelle au cœur de la masculinité hégémonique, opprimant à la fois les femmes et les hommes gays déviant de modèle sexuel dominant. 
Cependant, ces contributions s'accompagnent de critiques des principaux courants et organisations proféministes, perçues comme peu enclins à intégrer ces enjeux. Selon l'auteure féministe noire bell hooks, une tendance très présente au sein des milieux proféministes radicaux consiste à "partir de la prémisse que tous les hommes partagent également les bénéfices du privilège patriarcal." Par contraste, des auteurs proféministes ont fait appel à la pensée féministe noire pour théoriser la manière dont les inégalités raciales ont un impact différent sur la socialisation des hommes selon leur identité raciale,.  
Ces critiques font également écho à la composition des effectifs masculins des organisations proféministes et féministes, majoritairement blanche, hétérosexuelle et issue de la classe moyenne,.

## Critiques féministes
La pertinence de la participation des hommes proféministes fait l'objet de controverses au sein du mouvement féministe. D'un côté, des militantes comme bell hooks considèrent que les revendications du féminisme concernent autant les femmes que les hommes. Elle encourage donc ces derniers à intégrer le mouvement. Cependant, en pratique, l'intégration des militants masculins suscite des réserves importantes. Notamment, la participation des hommes s'accompagne d'effets négatifs sur les mouvements et les militantes féministes. Par exemple, ils tendent à occuper une place démesurée dans les débats et la prise de décision, reproduisant une hiérarchie des sexes au sein des mouvements. Ces "tirs amis" imposent aux militantes la contrainte supplémentaire de gérer les comportements dominants de leurs alliés masculins, ce qui constitue une des motivations de l'organisation féministe en non-mixité. 
L'autonomie des hommes proféministes est également débattue : historiquement, des franges du mouvement proféministe ont pris leurs distances avec les mouvements féministes pour se concentrer exclusivement sur la cause des hommes. C'est le cas des mouvements masculinistes : prônant à l'origine un discours d'émancipation des hommes intégrant des éléments de la critique féministe des rôles sexuels, leur rhétorique est aujourd'hui associée à l'antiféminisme.
Enfin, plusieurs figures proféministes ont été dénoncées pour avoir été responsables de harcèlement ou d'agressions à caractère sexuel, remettant en cause la cohérence de leur engagement proféministe. Parmi celles-ci, on compte Daniel Welzer-Lang,, Michael Kimmel, et Hugo Schwyzer (en),.